# 풍요로
풍요로(Pungyo-ro)는 전북특별자치도 김제시 검산동 검산교차로에서 김제시 금구면 신기삼거리를 잇는 도로이다

## 주요 경유지
전북특별자치도
- 김제시 (검산동 - 신풍동 - 황산면 - 금구면)

## 노선
| 이름                   | 접속 노선                            | 소재지 | 소재지 | 비고 |
| ---------------------- | ------------------------------------ | ------ | ------ | ---- |
| 검산 교차로            | 지방도 제716호선 (콩쥐팥쥐로) 동서로 | 김제시 | 검산동 |      |
| 검산과선교             |                                      | 김제시 | 검산동 |      |
| 두월천교               |                                      | 김제시 | 신풍동 |      |
| 난봉 교차로            | 난봉로 봉황로                        | 김제시 | 신풍동 |      |
| 봉월 나늘목 (봉월IC교) | 지방도 제735호선 (황산로)            | 김제시 | 황산면 |      |
| 남산사거리             | 봉진로                               | 김제시 | 황산면 |      |
| 남양사거리             | 진흥8길                              | 김제시 | 황산면 |      |
| 진흥사거리             | 남산로 용마로                        | 김제시 | 황산면 |      |
| 정농사거리             | 옥용로                               | 김제시 | 금구면 |      |
| 용전삼거리             | 옥용3길                              | 김제시 | 금구면 |      |
| 김제IC사거리           | 금백로                               | 김제시 | 금구면 |      |
| 금구IC                 | 국도 제1호선 (선비로)                | 김제시 | 금구면 |      |
| 신기삼거리             | 봉두로                               | 김제시 | 금구면 |      |

## 주요 시설및 건물
- CU 김제대검산점 (풍요로 25/검산동 526)
- HD현대오일뱅크 샘터주유소 (풍요로 795/옥성리 498-20)